# آلدو نیکودمی
آلدو نیکودمی (ایتالیایی: Aldo Nicodemi؛ ‏ ۸ اکتبر ۱۹۱۹ – ۶ اکتبر ۱۹۶۳) بازیگر اهل ایتالیا بود.
از فیلم‌هایی که وی در آن نقش داشته‌است، می‌توان به بینوایان، خون‌آشام اپرا و ویلیام تل اشاره کرد.